# Idiocera perpallens
Idiocera perpallens là một loài ruồi trong họ Limoniidae. Chúng phân bố ở miền Cổ bắc.